# No confiïs en ningú
No confiïs en ningú (títol original en anglès, Before I Go to Sleep) és una pel·lícula britànica de misteri del 2014 escrita i dirigida per Rowan Joffé i basada en la novel·la del 2011 Before I Go to Sleep de S. J. Watson. La pel·lícula és protagonitzada per Nicole Kidman, Mark Strong, Colin Firth i Anne-Marie Duff. Aquesta pel·lícula ha estat doblada al català.

## Argument
Christine Lucas s'aixeca cada matí amb amnèsia després que hagués tingut un greu accident catorze anys abans. Quan s'aixeca, no reconeix ni la seva casa ni el seu marit. No té cap record. Tanmateix, conserva un diari digital que li resumeix els seus dies i li permet reconstruir el seu passat. El doctor Ed Nash l'ajuda a afrontar la seva amnèsia i el greu accident que va patir que, en realitat, va ser una greu violació en la qual quasi se la va donar per morta. A poc a poc, li venen alguns records. Però, a mesura que ella reuneix el trencaclosques de la seva vida, descobreix que el seu marit l'enganya i el doctor tampoc és del tot fiable. Tanmateix, ella recorda haver tingut un fill que, alguns dies creu que és mort, i d'altres, creu que és viu. Recuperar el contacte amb una vella amiga de la universitat, la Claire, l'ajuda per saber que el seu marit és capaç d'agredir-la i no és el que sembla. A més, ella recorda havia estimat a un home amb una cicatriu i el marit que ella veu cada dia, no la té. Després de catorze anys, no està disposada a perdre més el temps i vol arribar fins al final de tot, encara que això posi en perill la seva pròpia vida.

## Repartiment
- Nicole Kidman:[3] Christine Lucas
- Colin Firth:[4] Ben Lucas/Mike
- Mark Strong:[5] Dr. Nasch
- Anne-Marie Duff:[4] Claire
- Dean-Charles Chapman: Adam
- Adam Levy: el marit/el Ben Lucas real
- Deborah Rosan: Ballarina
- Jing Lusi: Infermera Kate
- Rosie MacPherson: Emily
- Charlie Gardner

## Producció
L'1 de maig de 2011 Ridley Scott va comprar els drets cinematogràfics de la novel·la Before I Go to Sleep escrita per S. J. Watson i va demanar a Rowan Joffé que n'escrivís el guió i la dirigís. El febrer de 2012 Nicole Kidman estava en negociacións per participar en la pel·lícula; va ser el maig del mateix any que va acceptar interpretar a la Christine. El 31 d'octubre de 2012 Mark Strong també va sumar-se a l'equip. Segons The Hollywood Reporter el 16 de novembre de 2012, Kidman va dir que volia que Colin Firth treballés amb ella una altra vegada. Ja havien treballat prèviament junts en el drama The Railway Man. El 6 de febrer de 2013 es va confirmar que Firth havia acceptat co-protagonitzar la pel·lícula amb Nicole Kidman.

### Rodatge
La pel·lícula es va rodar a Londres i als Estudis Twickenham.